# Caryomyia turbinata
Caryomyia turbinata är en tvåvingeart som beskrevs av Gagne 2008. Caryomyia turbinata ingår i släktet Caryomyia och familjen gallmyggor. Inga underarter finns listade i Catalogue of Life.